# Баулин, Павел Борисович
Па́вел Бори́сович Бау́лин (23 ноября 1948 — 7 июня 2015) — украинский политический деятель, русскоязычный писатель, один из лидеров русского движения Украины.
Народный депутат Верховной рады Украины III созыва (1998—2002). Один из основателей и лидеров депутатской межфракционной группы «ЗУБР» («За союз Украины, Белоруссии, России»).
Член Союза писателей Украины в 1987—1999 гг..
Был председателем партии «Киевская Русь».
Третий номер в списке кандидатов в народные депутаты Украины на внеочередных выборах 2007 года от ПСПУ.

## Биография
Родился 23 ноября 1948 года в городе Горьком (РСФСР).
В 1951 году с семьёй переехал в Запорожье. В 1966 году окончил среднюю школу (с золотой медалью), а в 1971 — Запорожский машиностроительный институт им. В. Я. Чубаря.
С сентября 1971 работал на Запорожском трансформаторном заводе (инженер-конструктор, старший инженер, социолог), с 1976 — старшим мастером в ПТУ, преподаватель специальных дисциплин. С 1986 — методист Дворца культуры металлургов в Запорожье. Параллельно занимался творческой деятельностью, выпустил несколько поэтических сборников и в 1987 году вступил в Союз писателей СССР. В 1988—1992 возглавлял Запорожское областное литературное объединение, затем — на журналистской работе (в 1991—1998 — корреспондент местной газеты «Наш город»). Был членом КПСС.
В марте 1990 года принял участие в учредительной конференции первой на Украине организации российских соотечественников — Украинском обществе русской культуры «Русь», был избран в состав правления и в апреле 1992 возглавил Запорожскую областную организацию «Руси». Вёл жёсткую борьбу с украинскими националистами и чиновниками как публицист и общественный лидер. За это подвергался преследованиям, в 1999 был исключён из Союза писателей Украины с формулировкой: «антиконституционная деятельность, направленная на ликвидацию государственной независимости Украины». Через суд добился отмены этого акта, но возвращаться в «Національну спілку письменників» не стал, вступив в Союз писателей России.
В 1994—1998 годах — депутат Запорожского областного совета. Примкнул к Партии славянского единства, возглавляя её Запорожскую региональную организацию. В мае 1996 года на «3 съезде» был избран председателем ПСЕ, но прежний руководитель партии Игорь Карпенко не признал легитимности этого съезда. В июле 1997 года Баулин уступил пост председателя ПСЕ Виктору Шестакову, оставшись членом Политсовета. В 1998 избран в Верховную Раду Украины по 76 мажоритарному избирательному округу г. Запорожья. В парламенте 3 созыва активно выступал в поддержку русского языка и сближения с Россией. В январе 2001 г. выступил инициатором создания межфракционного депутатского объединения ЗУБР (За союз Украины, Белоруссии и России); становится координатором ЗУБРа, объединившего 126 народных депутатов Украины. Летом 2001 совместно с Н. Витренко участвовал в создании межпарламентского объединения ЗУБР депутатов Государственной Думы Российской Федерации, Национального Собрания Республики Беларусь и Верховной Рады Украины.
После проигрыша выборов 2002 года вступил в Русское движение Украины А. Свистунова, стал заместителем председателя партии «Русский блок» и руководителем идеологического отдела РБ. С ноября 2002 шеф-редактор партийной газеты «Русская правда». Затем сблизился с ПСПУ и осенью 2004 перешёл туда. Во время президентской кампании 2004 — доверенное лицо кандидата в президенты Украины Н. Витренко. В 2005—2006 гг. возглавлял Луганский, а затем Запорожский обкомы ПСПУ. На парламентских выборах 2006 и 2007 гг — 3-й номер списка Блока Наталии Витренко «Народная оппозиция». С апреля 2006 года — депутат Запорожского городского совета, руководитель фракции «Народной оппозиции».
28 октября 2006 года на Учредительном съезде Партии «Киевская Русь» был избран её председателем. Переизбран на 3 съезде партии в декабре 2009 года. 1 декабря 2008 года в качестве министра иностранных дел вошёл в состав оппозиционного «Правительства народного спасения», возглавляемого Наталией Витренко.
28 марта 2009 года президиум Всеукраинского объединения русских соотечественников избрал его председателем ВОРСа.
2 марта 2013 года Павел Баулин добровольно сложил с себя полномочия председателя Партии «Киевская Русь».

## Партийность
- До 1991 — член КПСС,
- 1995—2000 — член ПСЕ,
- 2002—2004 — член ПРБ,
- 2004—2006 — член ПСПУ,
- с 2006 — член ПКР.

## Награды
- медаль «Маршал Советского Союза Жуков» (1997).
- медаль «80 лет Великой октябрьской социалистической революции» (1998).
- медаль «200 лет со дня рождения А. С. Пушкина» (1999).
- медаль «120 лет И. В. Сталину» (2000).

## Книги
- «Родниковые дни» (1980).
- «Камертон доброты» (1986).
- «Слово и дыхание» (1988).
- «На память обо мне» (1992).
- «Жизнь и чудеса преподобного Сергия Радонежского» (1992).
- «Возвращение в прошлую жизнь» (2011).
- «Возлюбленный Смерти» (2014).